# Юрівка (Томашівська сільська громада)
Ю́рівка — село Томашівської сільської громади Фастівського району Київської області. Населення становить 148 осіб. День села — 14 жовтня.

## Історія
Краєзнавці вважали, що нинішню Юрівку вперше згадано в описі Київського замку за лютий-березень 1552 року як порожнє «митропольське село Юр'євичі», в якому разом з Куликовим, Попадичами, Рословичами, Янковичами, Невеселовим та Іванковичами мешкало до спустошення 146 людей. Але ця згадка не стосується нашої Юрівки. Колишні митрополичі села Рославичі та Іванковичі існують донині та знаходяться в північно-східній частині Васильківського району.
4 грудня 1578 року вперше згадано село Ставки під Брусиловом у власності пана Харлінського. Ймовірно, це село згодом дало початок Юрівці. Це підтверджують, зокрема, наступні згадки. 15 січня 1612 року возний підтвердив грабіж майна пані Катаржини Збаразької паном Адамом Скларським у селі Ставецькім, названим Юрівкою. 17 січня 1617 року село Ставки і хутір Юрівку з усіма землями Єжи Харлінський заставив пану Лукашу Вітовському за 7000 злотих.
У 1664 р. Юрівка належала бишівському маєтку. У 1745 р. ця місцевість почала заселятися наново, належала Харлінським.
У липні 1768 року в селі побували козаки Івана Бондаренка.
У 1786 р. в Юрівці побудована дерев'яна церква Різдва Пресвятої Богородиці. Метричні книги, клірові відомості, сповідні розписи церкви Різдва Пресвятої Богородиці с. Юрівка Юрівської волості Київського пов. Київської губ. зберігаються в ЦДІАК України.
У 1843 р. село купив Йосип Блоцький, а в 1856 його нащадки продали Юрівку професору Київського університету, доктору медицини Едуарду Ернестовичу Міраму. В цей час там проживало 452 людей, із них 169 ревізькі.
У 1906 році в Юрівці місцеві селяни розгромили дві економії поміщика.
У 1922 р. в Юрівці організовано сільську раду, першим головою якої був Гончарук. У роки Великої Вітчизняної війни село було майже зруйноване. 81 мешканець Юрівки не повернувся з фронту.
В «Історії міст і сіл Української РСР» про Юрівку початку 1970-х було подано таку інформацію:

| Юрівка - село, центр сільської Ради, розташоване на берегах річки Очеретянки, за 36 км від районного центру. Населення - 381 чоловік. Сільраді підпорядковане село Комуна. В Юрівці - відділок колгоспу ім. Щорса, за яким закріплено 1600 га землі, в т. ч. 1300 га орної. Основний напрям господарства - вирощування льону, зернових, картоплі. Розвинуте тваринництво. У селі є восьмирічна школа, клуб, бібліотека[4]. |
Нині в Юрівці працює сирзавод ТОВ «Алдолат».

## Населення

### Мова
Розподіл населення за рідною мовою за даними перепису 2001 року:
| Мова       | Кількість | Відсоток |
| ---------- | --------- | -------- |
| українська | 148       | 100%     |

## Галерея

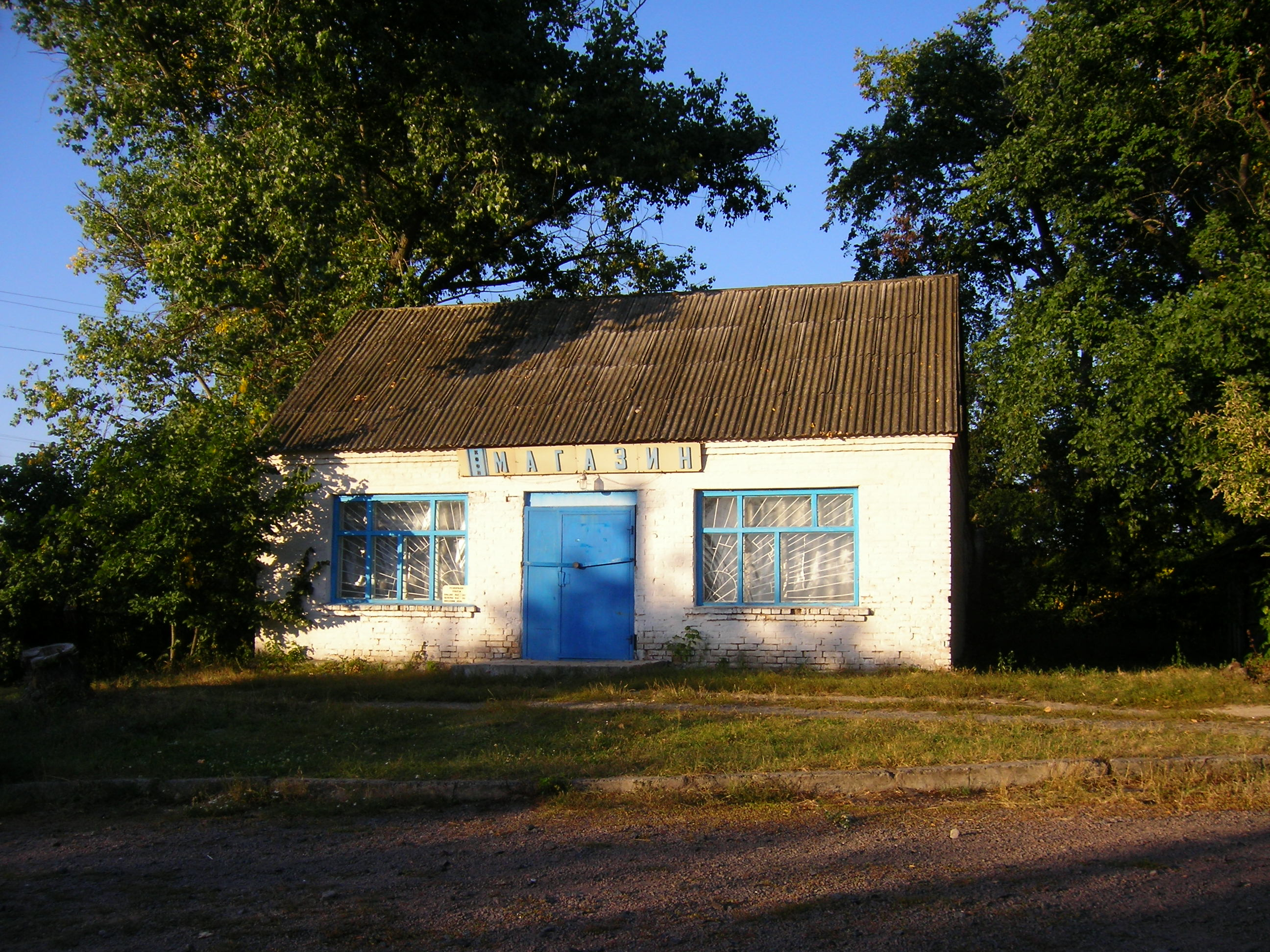
Магазин у Юрівці
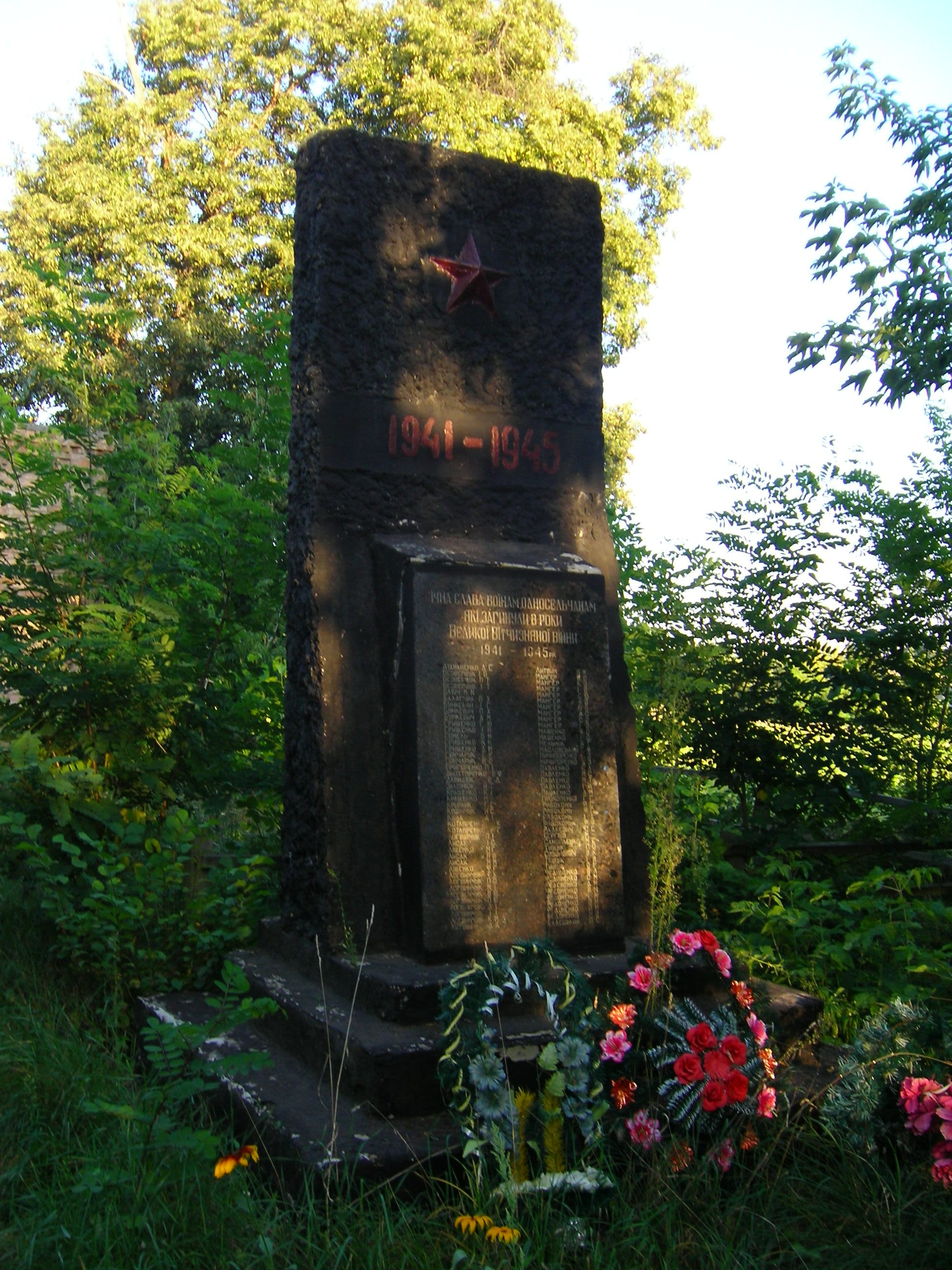
Меморіал загиблим у ІІ Світовій війні
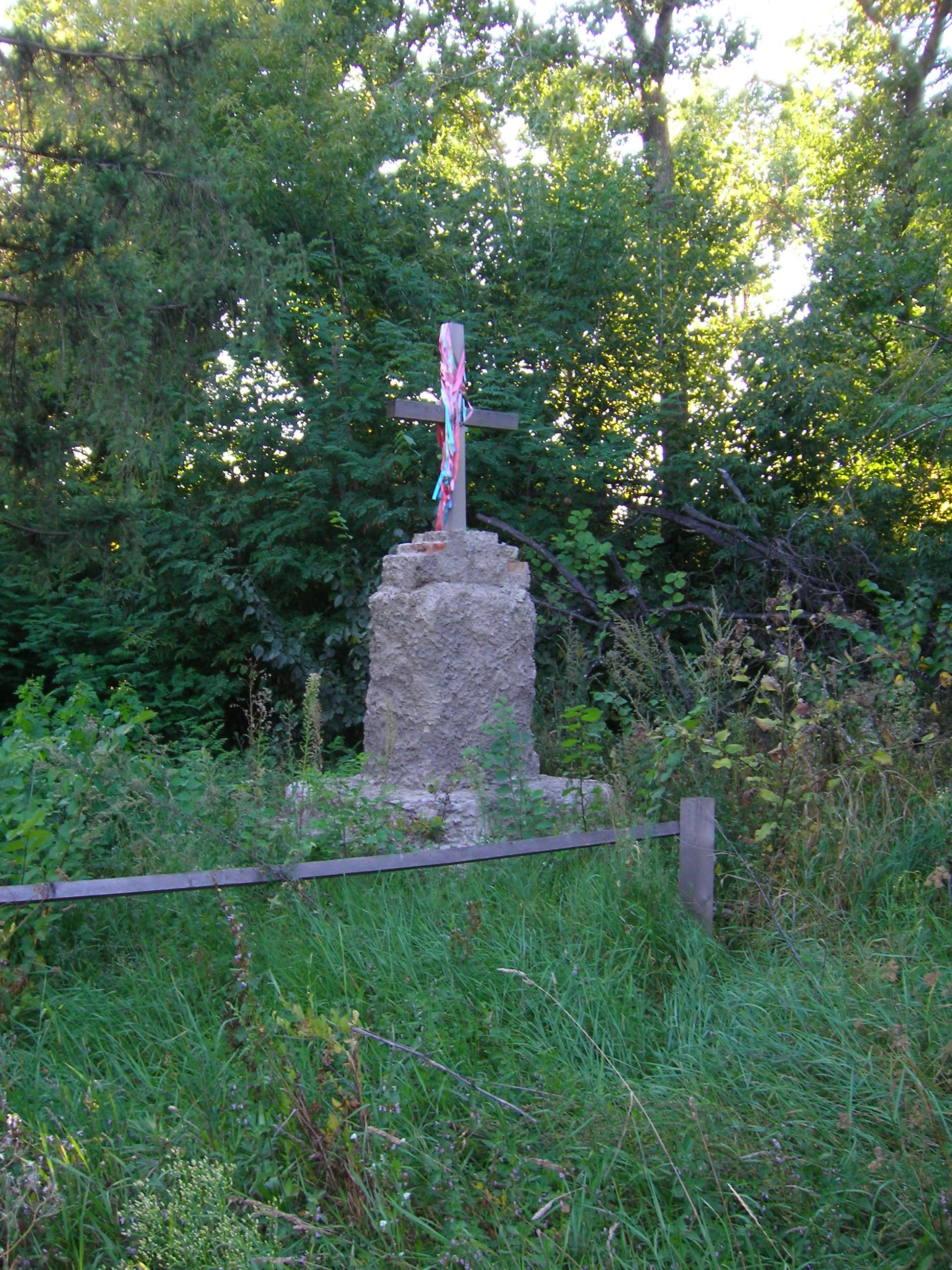
Пам'ятник жертвам Голодомору